# Gangelt
Gangelt é um município da Alemanha, localizado no distrito de  Heinsberg, Renânia do Norte-Vestfália.

## Municípios vizinhos
|          | Waldfeucht  | Heinsberg     |
| Selfkant |             | Geilenkirchen |
| Sittard  | Onderbanken |               |